# Fonetyka

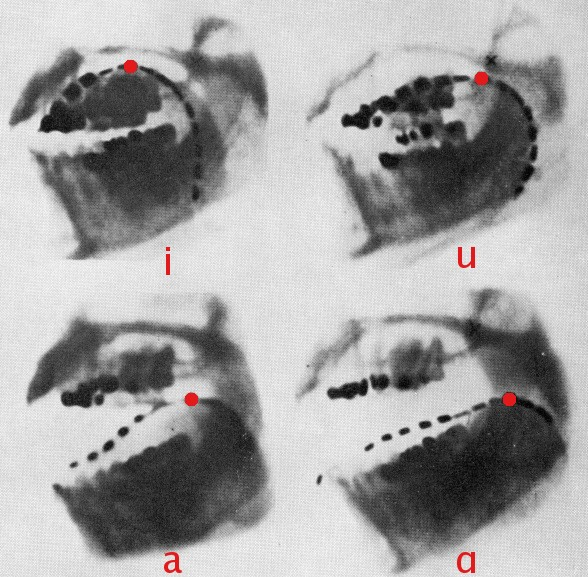
Obrazy rentgengraficzne samogłosek [i, u, a, ɑ] wykonane przez Daniela Jonesa.

Fonetyka (dawniej głosownia) – jeden z działów lingwistyki, zajmujący się badaniem dźwięków mowy ludzkiej (zwanych głoskami) od strony ich artykulacji (tj. sposobu wytwarzania za pomocą narządów mowy – fonetyka artykulacyjna), ich cech fizycznych (dokładniej: akustycznych – fonetyka akustyczna), ich odbierania (fonetyka audytywna).
Fonetyka jako dziedzina badań jest starsza od fonologii, która opiera się w swojej praktyce na wiedzy z zakresu fonetyki. Mówi się często, że fonetyka koncentruje się na stronie materialnej aktów mowy, fonologia zaś na funkcji językowej fonicznych jednostek języka. Nie istnieje jednak ostra granica między tymi dyscyplinami badawczymi, ponieważ fonologia musi być oparta na fonetyce, zaś analiza fonologiczna jest warunkiem uprawiania fonetyki.
Granice pomiędzy fonetyką a fonologią dobrze ilustruje następujący przykład: w języku polskim istnieje spółgłoska nosowa dziąsłowa (np. w wyrazie nos [n̪ɔs̪]) oraz spółgłoska nosowa miękkopodniebienna (np. w wyrazie bank ['bãŋk]). Obie głoski różnią się miejscem artykulacji w takim samym stopniu jak głoski [t] i [k] (pierwsza jest dziąsłowa, druga tylnojęzykowa). O ile jednak w tym drugim wypadku opisywana różnica w artykulacji służy do odróżniania form (np. kot : kok), o tyle w wypadku spółgłosek nosowych ta sama różnica miejsca artykulacji roli tej nie spełnia (np. nie ma słowa *['bãnk] obok ['bãŋk]). Na gruncie fonetyki opisuje się różnice w artykulacji obu spółgłosek nosowych bez wnikania w ich funkcje w języku, zaś na gruncie fonologii oba dźwięki uznaje się za uwarunkowane kontekstem warianty tego samego fonemu /n/. Co więcej, z punktu widzenia fonologii języka angielskiego ta sama różnica służy do odróżniania form (np. thin [θɪn]  „cienki”: thing [θɪŋ] „rzecz”), czyli jest fonologicznie relewantna.
Ponadto fonetykę odróżnia od fonologii metodologia. Fonetyka jest nauką par excellence eksperymentalną, metody fonologii nie różnią się zasadniczo od metod stosowanych w pozostałych działach gramatyki. 
Inne cechy foniczne (tj. związane z głosem), takie jak akcent, intonacja, iloczas (cechy prozodyczne), również są rozpatrywane z punktu widzenia równocześnie fonetyki i fonologii: fonetykę interesują ich cechy artykulacyjne i akustyczne, fonologię – ich rola w systemie językowym.
Fonetykę można również zróżnicować ze względu na liczbę języków, które bada – fonetyka opisowa bada jeden język, a fonetyka porównawcza dotyczy dwóch lub więcej języków.
Fonetykę można pojmować synchronicznie i diachronicznie. To kolejny podział fonetyki; kryterium wydzielenia tych dwóch działów jest już nie przedmiot badań, lecz niejako stosunek: przedmiot badań a czas. Fonetykę synchroniczną (inaczej opisową, choć termin „fonetyka opisowa” może też oznaczać „fonetyka opisująca tylko jeden język”, w opozycji do tzw. fonetyki porównawczej) interesuje stan fonetycznej strony języka w danym momencie czasowym. „Moment czasowy” oznacza tu pewien okres na tyle długi, by można w nim przeprowadzić odpowiednie badania, zebrać materiał badawczy, a jednocześnie na tyle krótki, żeby można było mówić o względnie niezmiennej fonetyce danej społeczności. Można więc przyjąć, że jest to okres kilkunastu lat, okres życia jednego pokolenia.
Fonetykę synchroniczną interesuje stan języka w wyodrębnionym okresie jego rozwoju. Fonetykę diachroniczną interesuje zmiana, ewolucja fonetycznej strony języka. Aby ustalić ewentualne zmiany fonetyczne, trzeba porównać ze sobą przynajmniej dwa stany systemu językowego, stany języka w dwóch momentach historycznych: wcześniejszym i późniejszym, a więc skorzystać z ustaleń fonetyki synchronicznej tych okresów.